# Gregorio de Múgica
Gregorio de Múgica Múgica (Ormáiztegui, 1882-San Sebastián, 1931) fue un escritor, dramaturgo y periodista español.

## Biografía
Hijo del archivero e historiador Serapio Múgica Zufiria, nació en la localidad guipuzcoana de Ormáiztegui. Fue director de la revista Euskalerriaren Alde ―que, tras veinte años de trayectoria, cesó en su publicación poco después de su fallecimiento― y estuvo al frente de la sociedad cultural Euskal-Esnalea. Entre sus obras se cuentan Monografía Histórica de Éibar, El espíritu de economía, Fernando Amezketarra, Destellos de historia vasca, Los titanes de la cultura vasca, Trueba, ¡Sembrad con amor! y La llama vasquista.